# 复兴门北大街
39°54′36″N 116°21′02″E / 39.90997°N 116.35051°E
复兴门北大街是位于中国北京市西城区西部的一条大街。是北京二环路的组成部分。
复兴门北大街北起阜成门南大街南端的月坛南桥，南到复兴门内大街西端的复兴门桥。原为北京内城西城墙和护城河旧址。1960年代末，因修建北京地铁而拆除了原有的城墙。地铁建设完工后，地面上辟筑为道路，是北京二环路的组成部分，重要的交通干道。因地处北京内城复兴门以北而得名.